# Катастрофа Fairchild F-27 на горе Медециз
Катастрофа Fairchild F-27 на горе Медециз — авиационная катастрофа, произошедшая 8 марта 1962 года. Самолёт Fairchild F-27 авиакомпании Turkish Airlines совершал плановый внутренний рейс по маршруту Стамбул—Анкара—Адана, но во время снижения для захода на посадку в аэропорту Аданы врезался в гору Медециз (хребет Тавр). Во время снижения экипаж был вынужден изменять направление и высоту полёта из-за кучевых облаков. Вероятной причиной катастрофы стала потеря экипажем в этот момент представления о своём местоположении и высоте полёта. Расположение обломков и суровые погодные условия привели к тому, что спасательная команда смогла добраться до места катастрофы лишь 11 марта, в то время как местным жителям удалось добраться туда за день до этого.

## Самолёт
Fairchild F-27 (регистрационный номер TC-KOP, серийный 83) был выпущен и совершил первый полёт в 1960 году. Имел действующий сертификат лётной годности, проходил необходимое техническое обслуживание. Не сообщалось о каких-либо неисправностях самолёта, центр тяжести находился в пределах допустимого.

## Экипаж и пассажиры
На борту самолёта находились три члена экипажа и восемь пассажиров. Двое пассажиров имели гражданство США.
Самолётом Fairchild F-27 управлял «надлежащим образом лицензированный» экипаж. Его состав был таким:
- Неджат Аксан (тур. Nejat Aksan) — командир воздушного судна (КВС),
- Зульфикар Кая (Zülfikar Kaya) — второй пилот.

В салоне работал один бортпроводник — Эмель Кипер (Emel Kiper).
| Гражданство | Пассажиры | Экипаж | Всего |
| ----------- | --------- | ------ | ----- |
| Турция      | 6         | 3      | 9     |
| США         | 2         | 0      | 2     |
| Всего       | 8         | 3      | 11    |

## Хронология событий
Самолёт вылетел из стамбульского аэропорта Ешилкёй и совершил промежуточную посадку в аэропорту Эсебога, Анкара. В 16:28 по местному времени самолёт вылетел из Анкары с тем же экипажем и пассажирами на борту, направившись в аэропорт Аданы. Запланированное время прибытия в аэропорт Аданы — 17:40. В 17:28 экипаж сообщил, что они находятся на эшелоне FL175 (17 500 футов или 5300 метров), и запросил разрешение на заход на посадку. Они также сообщили, что наблюдают кучевые облака и соответствующим образом меняют высоту полёта, чтобы избежать турбулентности. Диспетчер авибазы Инджирлик разрешил самолету снизиться до 5000 футов (1500 метров) и попросил уведомить о прохождении 8000 футов (2400 метров) и 7000 футов (2100 метров). Это был последний сеанс связи с самолётом.
Самолёт разбился в 17:43 по местному времени (15:43 UTC) на высоте 6800 футов (2100 метров) над уровнем моря на горе Медециз, в 87 км от радиодиапазона Аданы. При ударе самолёт разрушился на три основные части.

## Последствия
Обломки самолёта находились на дне обрыва. Первоначально у спасательной команды возникли трудности с прибытием на место катастрофы из-за сильного ветра и снега. Местные жители добрались до места катастрофы 10 марта. Проведя ночь в соседней деревне, команда турецких, американских и британских экспертов с помощью местных жителей преодолела последние 8 км, оставшиеся до места катастрофы, и в 5 часов утра 11 марта прибыла туда. Тела погибших были разорваны и имели ожоги, что делало идентификацию невозможной. Шесть тел были извлечены 12 марта, ещё три были извлечены на следующий день.
Одним из пассажиров рейса был Ахмет Делибальта, который возвращался в Адану после поисков певицы для своего ночного клуба. 13 марта, через пять дней после авиакатастрофы в Адане родился мальчик по имени Эркан Кылыч. Согласно книге, опубликованной профессором Иэном Стивенсоном из Университета Вирджинии, Кылыч боялся самолётов до трёхлетнего возраста. Стивенсон утверждал, что вскоре после обретения способности говорить Кылыч сказал, что он был Делибальтой, погиб в авиакатастрофе и что он пережил столкновение с землёй, но позже замёрз насмерть. Он смог правильно идентифицировать членов семьи Делибальты по фотографиям. Кылыч также опознал Ренгину Арду, певицу, которая летела в Адану с Делибальтом и погибла в результате катастрофы.

## Расследование
Окончательный отчёт расследования, состоящий из двух страниц, был переведён на английский язык и опубликован Международной организацией гражданской авиации (ИКАО) в 1966 году. Отчёт был основан только на первоначальных выводах, сделанных следователями, без описания улик или анализа последствий. Вероятная причина катастрофы в отчёте была описана так:

Избегая кучевых облаков и связанных с ними турбулентных условий, экипаж не смог отслеживать своё точное местоположение или поддерживать высоту полёта.
Оригинальный текст (англ.)In avoiding cumulus cloud[s] and associated turbulent conditions, the pilot was not able to keep track of his exact position or to maintain exact altitude.

15 марта 1975 года член 15-го парламента Турции от Партии национального спасения Гюндюз Севилген направил в Великое национальное собрание Турции несколько вопросов, связанных с авиакомпанией Turkish Airlines, в том числе о причинах катастроф. 18 марта он получил ответ от министра транспорта Сабахаттина Озбека. Ответ включал краткий список причин всех авиакатастроф Turkish Airlines на тот момент. Причина катастрофы на горе Медециз была описана так:

Врезавшись в Таврские горы из-за плохой погоды, самолёт, направлявшийся в Адану, потерпел катастрофу при попытке облететь облака и скорректировать высоту в соответствии с облаками.
Оригинальный текст (тур.)Kötü hava şartları nedeniyle Toros dağlarına çarpma, Adana'ya gitmekte olan uçak bulutların etrafından dolaşmak isterken ve irtifayı bulutlara göre ayarlamak isterken vukua gelmiştir